# キタアカハラガメ
キタアカハラガメ（北赤腹亀、学名：Pseudemys rubriventris）は、ヌマガメ科クーターガメ属に分類されるカメ。

## 分布
アメリカ合衆国（ウエストバージニア州北東部、デラウェア州、ニュージャージー州南部、ノースカロライナ州北東部、バージニア州東部、ペンシルベニア州南東部、マサチューセッツ州東部、メリーランド州）
クーターガメ属内（アカハラガメ類）では最も北に分布することが、和名の由来と考えられている。マサチューセッツ州と他の分布域の間にも近年まで分布していたものの、人為的な理由により絶滅したと考えられている。

## 形態
最大甲長40センチメートル。オスよりもメスの方が大型になり、オスは最大でも甲長32センチメートル。背甲はややドーム状で、上から見ると第7縁甲板と第8縁甲板の継ぎ目付近で最も幅が広い卵型。背甲前部は中央部が前方に突出せず、幅広くやや凹む。項甲板はやや大型で、細長く後方がやや幅広い等脚台形。第1椎甲板は縦幅と横幅が同じかやや縦幅が長いが、第2椎甲板以降は横幅の方が長い。第2椎甲板から第4椎甲板にかけては平坦かわずかに凹む。背甲の色彩は濃い暗黄色や褐色、暗褐色で、大型個体は暗色化し黒くなる個体もいる。肋甲板や縁甲板に黄色や橙色、赤の横縞や波状の筋模様が入る。第2肋甲板の筋模様は太く、先端が枝分かれする個体が多い。成体は第1、第3肋甲板の筋模様が消失する個体が多く、また暗色化した個体は背甲の筋模様が全て消失する個体が多い。鼠蹊甲板は短い。腹甲の色彩は赤や赤みの強い橙色一色。種小名rubriventrisは「赤い腹の」の意。
上顎の先端が凹み、その両脇が突出して牙状になる。頭部や四肢、尾の色彩は濃い暗黄色（暗色化した個体では暗褐色）で、細く黄色い筋模様が入る。頭部吻端に矢尻状の斑紋が入り、正中線上に入った筋模様と繋がり矢印状になる。頭部の正中線両脇に入る縦縞は眼より前方から入る。喉に入る縦縞は細く、正中線付近の縦縞の太さは頭部の横幅の7%未満。
卵は長径2.5-3.7センチメートル、短径1.9-2.5センチメートルの楕円形状。孵化直後の幼体は甲長2.8-3.2センチメートル。幼体は椎甲板に筋状の隆起（キール）があり、腹甲の甲板の継ぎ目（シーム）の周辺に暗色斑が入る。成長に伴いキールや斑紋は消失する。

## 分類
隔離分布するマサチューセッツ州の個体群を亜種として分割する説もあった。しかし形態および酵素の電気泳動からなる分子系統学的解析から他地域の個体群との明瞭な差異がないとして、亜種を認めない説が有力。

## 生態
低地にある河川や湖沼、池、湿原などに生息し、底質が泥で水生植物が繁茂した環境を好む。水棲傾向が強く産卵を除いて水場から離れる事はまれだが、陸伝いに水場を移動したり水場から10-250メートル離れた場所に産卵することもある。昼行性で、日光浴を好む。
食性は雑食で、植物、藻類、魚類、両生類の幼生、昆虫、甲殻類、貝類、動物の死骸などを食べる。幼体は動物食傾向の強い雑食だが、成長に伴い植物食傾向が強くなる。
繁殖形態は卵生。5-7月に基底が砂が混ざった粘土やローム質の開けた場所に穴を掘り、1回に10-17個（大型個体では30個以上の卵を産むとする文献もある）の卵を産む。卵は70-100日で孵化する。オスは腹甲の直線距離にして約22センチメートル（生後9年）で性成熟する。

## 人間との関係
開発による生息地の破壊、水質汚染、蚊に対する殺虫剤の散布などにより生息数は減少している。隔離分布するマサチューセッツ州の個体群は法的に保護の対象とされている。
ペットとして飼育されることもあり、日本にも輸入されている。古くから流通しているものの流通量は少なかったが、流通量は増加している。飼育下繁殖個体の幼体が流通する。別種と混同されたり、別種の名称で本種が流通した事もある。成長が早く大型になるため、大型のケージが用意できない場合は一般家庭での飼育には勧められない。属単位で要注意外来生物に指定されている。